# Мнікув (Малопольське воєводство)
Мнікув (пол. Mników) — село в Польщі, у гміні Лішки Краківського повіту Малопольського воєводства.
Населення — 1354 особи (2011).

## Демографія
Демографічна структура станом на 31 березня 2011 року:
|          | Загалом | Допрацездатний вік | Працездатний вік | Постпрацездатний вік |
| -------- | ------- | ------------------ | ---------------- | -------------------- |
| Чоловіки | 661     | 146                | 457              | 58                   |
| Жінки    | 693     | 135                | 412              | 146                  |
| Разом    | 1354    | 281                | 869              | 204                  |